# Paolo Barelli
Paolo Barelli (Roma, 7 giugno 1954) è un ex nuotatore, dirigente sportivo e politico italiano, attuale presidente della FIN, nonché capogruppo di Forza Italia alla Camera dei deputati dal 24 marzo 2023.

## Biografia

### Vita privata
Sposato con Rita, ha due figli, Gianpaolo e Alessandro, ed è pronipote di Armida Barelli, beata per la Chiesa Cattolica e cofondatrice dell'Università Cattolica del Sacro Cuore.

### Carriera da nuotatore
Ha debuttato ai giochi della XX Olimpiade nella staffetta 4 × 100 metri stile libero. L'anno dopo ha vinto il suo primo titolo italiano ed è stato convocato per i mondiali di Belgrado dove ha disputato la finale della 4 × 100 metri stile libero. Nel 1974 è stato finalista in tutte le staffette ai campionati europei di Vienna e ha vinto cinque campionati italiani.
Ai campionati mondiali di Cali del luglio 1975 ha vinto con la staffetta 4 × 100 metri stile libero la medaglia di bronzo con Roberto Pangaro, Claudio Zei e Marcello Guarducci. Ai successivi Giochi del Mediterraneo vince due ori (100 m delfino e 4 × 100 stile) e un argento nella 4 × 100 metri mista. È stato convocato anche ai Giochi di Montréal dove è stato finalista nella 4 × 200 m stile libero e nella 4 × 100 m mista. Ha stabilito 23 primati italiani tra 100 m farfalla, 200 m misti e le tre staffette.

### Dirigente sportivo
Nel 1984, già Presidente dell'Aurelia Nuoto, diviene membro della giunta della Federazione Italiana Nuoto e vice presidente dal 1987. Dal 2000 è presidente della Federazione Italiana Nuoto. Nel 2009 diviene membro della giunta della Federazione internazionale nuoto (FINA), ed è inoltre presidente della Lega europea del nuoto (LEN) per il quadriennio 2013-2016 e membro della giunta nazionale del CONI.
Il 14 settembre 2022 il Comitato Etico indipendente della FINA (Federazione Internazionale del Nuoto), da Losanna, lo ha temporaneamente sospeso, con effetto immediato, dall'esercizio di qualsiasi funzione e dal partecipare a qualsiasi attività della FINA nonché degli Organismi continentali e delle Federazioni aderenti alla FINA. Da tale sospensione provvisoria discende l'incapacità giuridica per Barelli di agire quale Presidente della Federazione Italiana Nuoto. Nel comunicato rilasciato dal Comitato Etico, in merito alla sospensione provvisoria, si legge che "...il Comitato sta attualmente indagando su molteplici segnalazioni di presunti illeciti in tre situazioni separate contro il Signor Barelli, ex membro dell’Ufficio di presidenza della Fina ed ex Presidente della Ligue Europeenne de Natation (Len). Le accuse di illeciti oggetto di indagine contro il Signor Barelli includono potenziali violazioni multiple delle regole della Costituzione della Fina e del suo Codice Etico....La sospensione provvisoria del Signor Barelli rimarrà in vigore fino alla risoluzione di tutte le questioni in corso con il Collegio Etico Fina". Il procedimento che ha portato alla sospensione è scaturito da un esposto su presunte irregolarità di gestione del LEN presentato da Bartolo Consolo, dirigente sportivo italiano che dal 1990 al 2008 ha guidato la Federazione europea nuoto. Il destinatario del provvedimento di sospensione provvisoria e i suoi legali hanno contestato la decisione. Nel gennaio 2024 viene accolto il  suo ricorso alla Corte arbitrale dello Sport di Losanna .
Nel settembre 2024 viene rieletto per la settima volta presidente della FIN con il 77% dei voti.

## Attività politica

### Gli inizi in politica
La sua prima esperienza politica inizia nel 1994, con la candidatura alle elezioni politiche di quell'anno alla Camera dei deputati nel collegio uninominale Roma - Zona Sub. Gianicolense, sostenuto dalla coalizione di centro Patto per l'Italia di Mariotto Segni, dove ottiene l'11,65% dei voti e venendo sopravanzato dai candidati del Polo del Buon Governo Gianni Alemanno (46,82%) e dei Progressisti Giuseppe Ignesti (36,91%).
Dal 1998 al 2003 è stato assessore al turismo, allo sport, allo spettacolo e al tempo libero nella giunta provinciale di Roma di centro-destra presieduta da Silvano Moffa.

### Elezione a senatore
Alle elezioni politiche del 2001 viene candidato al Senato della Repubblica nel collegio uninominale di Guidonia Montecelio, sostenuto dalla coalizione di centro-destra Casa delle Libertà in rappresentanza di Forza Italia, dove viene eletto per la prima volta senatore con il 43,54% dei voti contro il candidato de L'Ulivo Mario Gasbarri (39,86%).
Nella XIV legislatura della Repubblica è stato componente della 7ª Commissione Istruzione pubblica, beni culturali, della 11ª Commissione Lavoro, previdenza sociale in sostituzione del sottosegretario Cosimo Ventucci, della Commissione parlamentare di vigilanza RAI e della Commissione parlamentare per l'infanzia, oltre a ricoprire l'incarico di vice-capogruppo del gruppo parlamentare di Forza Italia al Senato.
Alle elezioni politiche del 2006 viene ricandidato al Senato in quinta posizione nella lista di Forza Italia nella circoscrizione Lazio, venendo rieletto senatore. Nella XV legislatura ha fatto parte della 7ª Commissione Istruzione pubblica, beni culturali e della Commissione parlamentare di vigilanza RAI.

### Vicepresidente della Commissione Cultura
Alle politiche del 2008 viene confermato per la terza volta senatore della Repubblica nella lista del Popolo delle Libertà (lista che univa principalmente Forza Italia e Alleanza Nazionale di Gianfranco Fini) nella medesima circoscrizione in tredicesima posizione. Nel corso della XVI legislatura è stato vicepresidente della 7ª Commissione Istruzione pubblica, beni culturali, oltreché componente della 11ª Commissione Lavoro, previdenza sociale (2008) e della Commissione parlamentare di vigilanza RAI (2008-2011).
Alle elezioni politiche del 2013 viene ricandidato al Senato nella medesima circoscrizione, ma risulta il primo dei non eletti.

### Elezione a deputato
Alle elezioni politiche del 2018 viene candidato alla Camera dei deputati nel collegio uninominale Lazio 2 - 06 (Terracina), sostenuto dalla coalizione di centro-destra in quota forzista, risultando eletto deputato con il 46,61% dei voti contro i candidati del Movimento 5 Stelle Raffaele Trano (33,27%) e del centro-sinistra Maria Civita Paparello (14,31%). Nella XVIII legislatura ha fatto parte della Commissione parlamentare per le questioni regionali, oltre a quelle dova ha ricoperto l'incarico di capogruppo di Forza Italia nelle commissioni Attività produttive, commercio e turismo e vigilanza RAI.
È considerato, all'interno di Forza Italia, uno degli esponenti maggiormente vicini ad Antonio Tajani, uno dei fondatori, vicepresidente e coordinatore del partito, e all'area filo-sovranista.

### Capogruppo di Forza Italia alla Camera
Il 20 ottobre 2021 viene eletto capogruppo del gruppo parlamentare di Forza Italia "Forza Italia-Berlusconi Presidente" a Montecitorio, in sostituzione del dimissionario Roberto Occhiuto, eletto presidente della Regione Calabria.
Alle elezioni politiche anticipate del 2022 viene ricandidato alla Camera, come capolista di Forza Italia nei collegi plurinominali Lazio - 01, Lazio 1 - 02, Lazio 1 - 03, Lazio 2 - 01  e Lazio 2 - 02, venendo rieletto deputato nel Lazio 1 - 02. Nella XIX legislatura è componente della 11ª Commissione Lavoro pubblico e privato.
Il 18 ottobre 2022 viene sostituito da Alessandro Cattaneo come capogruppo, ma il 24 marzo 2023 viene nuovamente nominato, da Silvio Berlusconi, come capogruppo alla Camera in sostituzione di Cattaneo, incaricato vicecoordinatore del partito.

## Palmarès
| Giochi olimpici            | 100 m st. libero          | 4 × 100 m st. libero            | 4 × 200 m st. libero           | 4 × 100 m mista                |
| 1972 Monaco Germania Ovest | ---                       | 9º - 3'38"81 frazione: 54"10    | ---                            | ---                            |
| 1976 Montréal Canada       | elim. in batteria 57"64   | ---                             | 8º - 7'43"39 frazione: 1'57"66 | 7º - 3'52"92 frazione: 1'06"38 |
| Campionati del mondo       | 100 m farfalla            | 4 × 100 m st. libero            | ---                            | 4 × 100 m mista                |
| 1973 Belgrado Jugoslavia   | ---                       | 7º - 3'36"84 frazione: 53"63    | ---                            | ---                            |
| 1975 Calì Colombia         | elim. in batteria 1'00"19 | Bronzo: 3'31"85 frazione: 53"88 | ---                            | 7º - 3'56"82 frazione: 58"14   |
| Campionati europei         | ---                       | 4 × 100 m st. libero            | 4 × 200 m st. libero           | 4 × 100 m mista                |
| 1974 Vienna Austria        | ---                       | 4º - 3'33"03 :                  | 6º - 7'49"91 :                 | 5º - 3'58"50 :                 |
| Giochi del Mediterraneo    | 100 m farfalla            | 4 × 100 m st. libero            | ---                            | 4 × 100 m mista                |
| 1975 Algeri Algeria        | Oro 58"10                 | Oro: 3'36"79 :                  | ---                            | Argento: 4'00"04 :             |

### Campionati italiani
12 titoli individuali e 8 in staffette, così ripartiti:
- 8 nei 100 m farfalla
- 4 nei 200 m misti
- 1 nella staffetta 4 × 100 m stile libero
- 3 nella staffetta 4 × 200 m stile libero
- 4 nella staffetta 4 × 100 m mista

nd = non disputata
| Anno | Edizione    | st. libero 100 m | st. libero 200 m | st. libero 4 × 100 m | st. libero 4 × 200 m | farfalla 100 m | misti 200 m | mista 4 × 100 m |
| ---- | ----------- | ---------------- | ---------------- | -------------------- | -------------------- | -------------- | ----------- | --------------- |
| 1968 | Estivi      | -                | -                | 2                    | -                    | -              | -           | -               |
| 1969 | Primaverili | -                | -                | 3                    | nd                   | -              | -           | 2               |
| 1969 | Estivi      | -                | -                | 2                    | -                    | -              | -           | 2               |
| 1970 | Primaverili | -                | -                | -                    | nd                   | -              | -           | 2               |
| 1972 | Primaverili | 2                | 3                | 3                    | nd                   | -              | -           | -               |
| 1972 | Estivi      | 2                | -                | 2                    | 3                    | -              | -           | -               |
| 1973 | Primaverili | 2                | -                | 3                    | nd                   | -              | 2           | 2               |
| 1973 | Estivi      | -                | -                | 3                    | 1                    | -              | -           | -               |
| 1974 | Primaverili | 3                | -                | 2                    | nd                   | 1              | 1           | 2               |
| 1974 | Estivi      | -                | -                | 1                    | 1                    | 1              | -           | 2               |
| 1975 | Primaverili | -                | -                | 3                    | 1                    | 1              | -           | 2               |
| 1975 | Estivi      | 3                | -                | -                    | -                    | 1              | 1           | 3               |
| 1976 | Primaverili | -                | -                | 3                    | -                    | 1              | 2           | 3               |
| 1976 | Estivi      | 3                | -                | -                    | -                    | 1              | 1           | 2               |
| 1977 | Primaverili | -                | -                | 2                    | -                    | 1              | -           | 1               |
| 1977 | Estivi      | -                | -                | -                    | -                    | 1              | 1           | 1               |
| 1978 | Primaverili | -                | -                | -                    | -                    | 2              | 2           | 1               |
| 1978 | Estivi      | -                | -                | -                    | -                    | 3              | -           | 1               |